# プリンセス・キャロライン砲台
プリンセス・キャロライン砲台（プリンセス・キャロラインほうだい、英: Princess Caroline's Battery）は、イギリスの海外領土であるジブラルタルにある砲台。プリンセス・キャロライン展望台とも呼ばれる。これはアッパー・ロック自然保護区の北端にあり、ウィリスズ・ロードとクィーンズ・ロードが交わるところにある。近くのプリンセス・アン砲台は、しばしばこの砲台と取り違えられることがある。プリンセス・キャロライン砲台は1732年に造られ、 ジョージ2世の娘であるキャロライン王女にちなんで名付けられた。そして1905年に改修され、6インチのマークVII砲が弾薬庫の真上に据えられた。のち砲台は廃され、大砲は撤去された。地下の弾薬庫は記念室を含む軍事遺産センター (Military Heritage Centre) となっている。

## 歴史

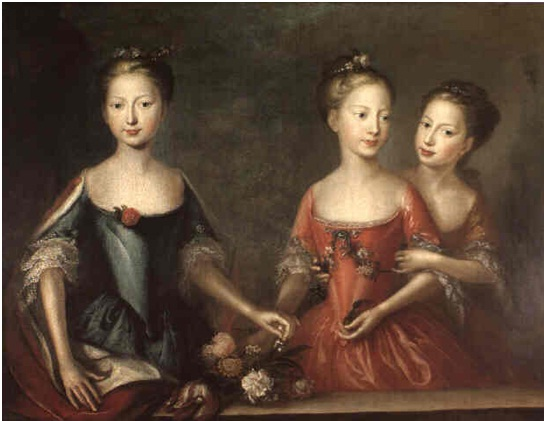
ジョージ2世の娘たち。左からアン、アメリア、キャロラインで、いずれもジブラルタルの砲台の名になった。

プリンセス・キャロライン砲台は、イベリア半島南端にあるイギリスの海外領土であるジブラルタルにある。この砲台はアッパー・ロック自然保護区の北端にあり、下にムーア城、上にプリンセス・アン砲台がある。場所はウィリスズ・ロードとクィーンズ・ロードの交わるところで、町からは前者でアクセスする。この砲台は1732年に造られ、ジョージ2世の三女であるキャロライン王女にちなんで名付けられた。しばしばプリンセス・アン砲台と取り違えられることがあるが、それはプリンセス・キャロライン砲台が面するウィリスズ・ロードの交差点を通ってアクセスされるからである。
この砲台はジブラルタル包囲戦で使われ、修繕が必要になった。1871年には、9インチの施条式先込め砲と、エルズウィク・オードナンス・カンパニー製の砲架・プラットフォームが据え付けられた。1905年、砲台は改装され、弾薬庫の直上に6インチのマークVII砲が据え付けられた。今は砲台は廃されて大砲は撤去されたが、弾薬の供給に使った当時の昇降機は今も残っている。6インチの弾丸を打ち出すための火薬は、一つの部屋に収められ、そこには3つの小さな窪みで作った小窓があった。それぞれの窓にはランタンが置かれ、裸火による危険がないようにして弾薬庫を照らした。火薬は床の高さにある搬出用昇降口から運び出され、昇降機で持ち上げられ、大砲についている兵士らに渡された。火花による不慮の爆発事故を防ぐため、兵士らは隣の離れで衣類を着替え、特製の靴まで身につけた。

## 軍事遺産センター

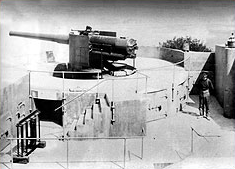
弾薬庫の直上に据えられた6インチのマークVII砲

プリンセス・キャロライン砲台の軍事遺産センターは、小さな地下の展示施設である。砲台であった時代の遺物に加えて、ここには記念室が設けられている。それらの遺物は、18世紀から現在に至るまでの武器、弾薬、その他の品々といったものである。記念室には、18世紀初めからジブラルタルに駐屯した連隊の点呼風景が展示されている。加えて、英空軍と英海軍の軍旗も展示されている。またイギリスの連隊を記念する記念碑もある。これには具体的な名は挙げられていないが、表面には次のような献納の辞が刻まれている。「ジブラルタルを守るにあたり、至高の犠牲を捧げた全ての者の記念として捧げる。」

## 21世紀
プリンセス・キャロライン砲台はジブラルタル遺産トラストに登録されている。ここはジブラルタル観光委員会 (Gibraltar Tourist Board) の管理下にあるが、日々の運用は私企業に委託されている。このやり方はオハラ砲台のそれと同様だが、オハラ砲台の一般公開はもっと最近の2010年である。
2011年5月、プリンセス・キャロライン砲台とプリンセス・アン砲台は、ジブラルタル遺産トラストが後援する第22回年次絵画コンクールのテーマとなった。コンクールの受賞者には、ジブラルタル総督のエイドリアン・ジョーンズから賞が手渡された。

## ギャラリー

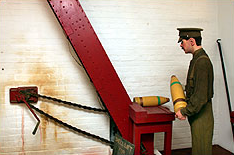
軍事遺産センターの展示。上の大砲へ弾薬を運ぶのに実際に使っていた昇降機
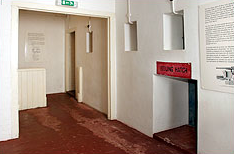
軍事遺産センターの様子。左が離れの部屋、右が弾薬庫。
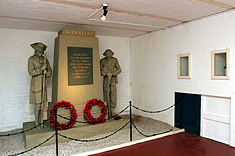
軍事遺産センターの記念室。かつては弾薬庫だった。